# أندريا بيكر
أندريا بيكر (بالإنجليزية: Andrea Baker)‏ هي ممثلة أمريكية بدأت مسيرتها الفنية عام 1997. درست في جامعة جورجتاون.

## وصلات خارجية
- الموقع الرسمي
- أندريا بيكر على موقع IMDb (الإنجليزية)
- أندريا بيكر على موقع ألو سيني (الفرنسية)
- أندريا بيكر على موقع أول موفي (الإنجليزية)
- أندريا بيكر على موقع قاعدة بيانات الأفلام السويدية (السويدية)
- أندريا بيكر على موقع قاعدة بيانات الفيلم (الإنجليزية)
- أندريا بيكر على موقع كينوبويسك (الروسية)